# Bertil Sjöström
Karl Bertil Sjöström, född 8 juli 1910 i Grängesberg, död där 21 juli 1975, var en svensk gruvarbetare och tecknare.
Sjöström var verksam som tidningstecknare i Bergslagsbladet och illustratör, bland annat illustrerade han Hjalmar Erikssons Järn och bröd en Bergslagshistoria 1946 och Arbetets melodi 1948.